# جيان كارلوس
جيان كارلوس (17 مارس 1984 بسالفادور في البرازيل - ) هو لاعب كرة قدم برازيلي في مركز الهجوم. لعب مع أتلتيكو غويانيينسي وأمكار بيرم وشينيك ياروسلافل وليفسكي صوفيا ونادي جوينفيل ونادي سيارا ونادي شابيكوينسي ونادي فيغورينسي ونادي أتلتيكو هيرمان أيشينجار ونادي إيتوانو ونادي كاشياس دو سول وClube Atlético Tubarão ‏ ونادي اتلتيكو سوروكابا.

## وصلات خارجية
- جيان كارلوس على موقع قاعدة بيانات كرة القدم.إي يو (الإنجليزية)
- جيان كارلوس على موقع Soccerway.com (الإنجليزية)